# Åke Holmberg (byggkonsult)
Åke Holmberg, född den 31 januari 1919, död den 7 april 2001, var en svensk väg- och vattenbyggnadsingenjör (tekn. dr.)  och byggkonstruktör samt delägare i konsultföretaget Centerlöf & Holmberg.
Åke Holmberg var född i Lund. Föräldrar var litteraturprofessorn Olle Holmberg och hans hustru Hilda, född Nelander. 
Åke Holmberg blev civilingenjör i väg- och vattenbyggnad 1942 vid KTH i Stockholm, och år 1946  teknologie doktor där med en avhandling om cirkulära plattor. Åke Holmberg grundade 1949 tillsammans med Nils Centerlöf konsultföretaget Centerlöf & Holmberg  med verksamhet inom området konstruktion av broar, industrier och byggnader, bland annat projekteringen av Lunds tekniska högskola, LTH. Under perioden 1963–1988 var han verkställande direktör för företaget.
Åke Holmberg har publicerat ett stort antal skrifter och debattinlägg rörande laster och säkerhet, byggnadsstatik samt betongkonstruktioner.
Normerings- och standardiseringsarbetet spelade en central roll i Holmbergs verksamhet. Han var en aktiv medlem i Statens Betongkommitté och han ägnade stort intresse och mycken möda åt internationell samordning av normer inom betongområdet. 1989 donerade han sitt stora fackbibliotek med litteratur om konstruktions- och byggnadsteknik, totalt 175 hyllmeter, till Väg- och vattenbyggnadssektionens bibliotek på LTH, däribland ett omfattande klippalbum och fotoalbum med bilder och bildtexter på LTH:s sektioner under byggnadstiden 1963–1965.
Åke Holmberg är gravsatt i minneslunden på Norra kyrkogården i Lund.

## Utmärkelser, ledamotskap och priser
- Ledamot av Vetenskapssocieteten i Lund (LVSL)[8]
- Svenska betongföreningens guldmedalj (1975) för betydelsefulla insatser rörande betongkonstruktioner[9]